# Harald Nordqvist
Harald Oscar Nordqvist, född 15 augusti 1884 i Freiburg im Breisgau, Baden, död 4 april 1947  i Aneboda församling, Kronobergs län, var en finländsk-svensk fiskeribiolog. Han var son till Oscar Nordqvist och friherrinnan Ebba Mathilda von Alfthan.
Nordqvist blev filosofie magister vid Helsingfors universitet 1907, filosofie licentiat vid Lunds universitet 1917 samt filosofie doktor och docent i fiskeribiologi vid Lunds universitet 1921. Han blev assistent vid fiskeriförsöksstationen i Aneboda 1908, var konsulent vid Södra Sveriges fiskeriförening 1913–16, föreståndare för föreningens försökverksamhet från 1917. Han var lärare vid föreningens fiskeriskola från 1908 och verkställande direktör för föreningen från 1935. 
Nordqvist utgav skrifter i fiskeribiologi, sötvattensfiske och dammhushållning samt redigerade från 1918 Sveriges fiskeriförenings skrifter.